# Carlo Gentile (storico)
Carlo Gentile (Imperia, 11 marzo 1960) è uno storico italiano.

## Biografia
Laureatosi nel 1993 all'Università di Colonia con una tesi dal titolo "La repressione tedesca nell'Italia occupata 1943-1945", ha inoltre frequentato i corsi di studio di storia medioevale e moderna (Mittlere und neuere Geschichte), discipline ausiliarie della storia (Historische Hilfswissenschaften) e giudaistica (Judaistik).
Nella sua attività di storico si è occupato principalmente dell'occupazione militare tedesca in Italia, della repressione della guerra partigiana e dei crimini di guerra dell'esercito tedesco in Italia. 
Fin dalla fine degli anni '90 è stato più volte consulente delle autorità giudiziarie italiane, tedesche e canadesi in procedimenti penali per crimini di guerra, come quelli riguardanti Theodor Saevecke in relazione alla strage di Piazzale Loreto, Siegfried Engel (Strage della Benedicta e del Turchino), Max Milde (Eccidio di Civitella), Paul Albers (Strage di Marzabotto), Gerhard Sommer (Eccidio di Sant'Anna di Stazzema) e altri.
Vive e lavora a Colonia dove è ricercatore associato presso il Martin Buber Institut for Jewish Studies dell'Università di Colonia.

## Opere
- con Lutz Klinkhammer e Steffen Prauser, I rapporti italo-tedeschi nelle foto dell'Istituto Luce, Roma, 2003.
- con Enzo Collotti, Le stragi nazifasciste in Toscana 1943-45. Guida archivistica alla memoria, Roma, 2005.
- La Wehrmacht in Toscana. Immagini di un esercito di occupazione (1943-44), Roma, 2006.
- I crimini di guerra tedeschi in Italia 1943-1945, Torino, 2015.